# Pondus
Pondus is een gagstrip bedacht door de Noor Frode Øverli.
In 2015 verscheen deze stripreeks in 110 kranten, tijdschriften en websites.

## Inhoud
Deze strip draait rond een buschauffeur en voetbalfan genaamd Pondus en zijn familie en vrienden.
Het is zowel een voetbalstrip als een familiestrip.

## Publicatiegeschiedenis
Halverwege de jaren 90 wilde bedenker Øverli zijn eigen strip tekenen. Dus bedacht hij deze stripreeks die op 28 oktober 1995 in de lokale krant VestNytt van Sotra. Vervolgens verscheen de strip in het dagblad Dagbladet. Later kreeg de strip zijn eigen stripblad: Pondus Magazine.
Intussen verschenen er albums bij de uitgeverij Bladkompaniet. Later verschijnen de albums bij de uitgeverijen Schibsted en Egmont Serieforlaget.

## Albums
| Nr. | Titel                    | Uitgever             | Uitgavejaar album |
| --- | ------------------------ | -------------------- | ----------------- |
| 1   | Første omgang            | Bladkompaniet        | 2001              |
| 2   | Andre omgang             | Bladkompaniet        | 2002              |
| 3   | Hat trick                | Bladkompaniet        | 2003              |
| 4   | Flat firer               | Schibsted            | 2004              |
| 5   | Fem rette                | Schibsted            | 2005              |
| 6   | 0-6                      | Schibsted            | 2006              |
| 7   | Sju lange og sju breie   | Egmont Serieforlaget | 2007              |
| 8   | 8. Divisjon              | Egmont Serieforlaget | 2008              |
| 9   | Nummer 9                 | Egmont Serieforlaget | 2009              |
| 10  | Ti tette og en badehette | Egmont Serieforlaget | 2010              |
| 11  | 11 i Hatten              | Egmont Serieforlaget | 2012              |
| 12  | Den 12. mann             | Egmont Serieforlaget | 2013              |
| 13  | Tretten pils og en kebab | Egmont Serieforlaget | 2014              |
| 14  | Fjorten av samme sorten  | Egmont Serieforlaget | 2015              |
| 15  | 15 tenner i en pose      | Egmont Serieforlaget | 2016              |

## Prijzen
- In 1998 en 2003 ontving Øverli voor deze stripreeks een Sproing-prisen.[2][3]

- In 2006 ontving Øverli voor deze stripreeks een Adamsonstatyetten.[4][5]